# Tippi Degré
Pour les articles homonymes, voir Tippi.
 (mai 2020).
Si vous disposez d'ouvrages ou d'articles de référence ou si vous connaissez des sites web de qualité traitant du thème abordé ici, merci de compléter l'article en donnant les références utiles à sa vérifiabilité et en les liant à la section « Notes et références ».
Tippi Degré, née le 4 juin 1990 en Namibie, a grandi en Afrique australe avec des animaux pour amis jusqu’à l’âge de 10 ans.

## Biographie
Tippi Degré a grandi en Afrique australe durant ses dix premières années. Elle fut élevée dans la nature, dans la brousse, où ses parents travaillaient comme photographes et cinéastes animaliers. 
Les photos et les livres sur son enfance dans la nature avec les San Bushmen, les Himbas et les animaux ont été publiés dans la presse internationale. Entre 6 et 7 ans, elle participe au film Le Monde selon Tippi (sorti en 1997), un documentaire sur sa vie en Namibie avec ses parents et les animaux qui l'entourent.
En 2000 à l'âge de 10 ans, elle publie son livre Mon livre d'Afrique, le récit de son enfance et de ses expériences avec les animaux en Afrique australe.
En 2001, elle est marraine du WWF avec Jacques Perrin en France. Puis entre 12 et 13 ans, elle présente Les Voyages Extraordinaires de Tippi (sorti en 2003), une série documentaire pour la télévision, des documentaires animaliers et environnementaux en Afrique du Sud, en Australie et au Canada, ayant pour but la sensibilisation des enfants au sort de la Terre, de ses animaux et de la nature.
En 2013, elle devient la marraine du 20e anniversaire du Festival Internacional de Cine del Medio Ambiente (FICMA) (Festival international du film environnemental). En 2014, elle est nommée directrice de El Petit FICMA, la section enfants du festival FICMA. Elle fait des interventions publiques de sensibilisation et d'éducation sur le lien Homme-Animal et plus particulièrement auprès des enfants.
Depuis 2015, elle s'investit dans la conservation et la préservation de la nature et dans le domaine du film documentaire.